# Blacus parastigmaticus
Blacus parastigmaticus är en stekelart som beskrevs av Sanchez och Robert A.Wharton 2003. Blacus parastigmaticus ingår i släktet Blacus och familjen bracksteklar. Inga underarter finns listade.